# Catalina María de Silva y Méndez de Haro
Catalina María de Silva y Méndez de Haro   (Madrid, 9 d'agost de 1669 - Madrid, 18 de gener de 1727) va ser una noble castellana, comtessa consort de Lemos.
Nascuda el 9 d'agost de 1669 a la parròquia de San Andrés de Madrid, església on va ser batejada el 19 del mateix mes. Era filla de Gregorio María de Silva y Mendoza, duc d'El Infantado i de Pastrana, i de María Méndez de Haro y Guzmán.
Es va casar el setembre de 1687 amb Ginés Fernández de Castro, onzè comte de Lemos i un dels grans d'Espanya de més representació del moment. El matrimoni no va tenir fills, raó per la qual va ser successora Rosa María de Castro, neboda del comte.
Destacà per les seves virtuts i qualitats, raó per la qual va ser molt estimada a la cort. Va ser nomenada i serví com a cambrera major de la princesa francesa Felipa Elisabet d'Orleans, coneguda com Mademoiselle de Beaujolois, resident a Madrid des de 1723 perquè es preveia el seu casament amb el llavors infant Carles. L'enllaç no va tenir lloc, però, malgrat tot, Silva va mantenir els seus honors a la cort com a cambrera major de la reina.
Va morir a Madrid el 18 de gener de 1727. El seu cos va ser dipositat sota l'altar de la Mare de Déu de l'Almudena de la parròquia de Santa Maria.